# Чрни Кал
Виадук Чрни Кал (словен. Viadukt Črni Kal) — самый длинный и самый высокий виадук в Словении. Он расположен на автомагистрали А1 над долиной Осп недалеко от деревни Габровица, примерно в 20 километрах (12 миль) к востоку от Копера. Он назван в честь деревни Чрни Кал. Виадук имеет длину 1065 метров и установлен на 11 Y-образных колоннах (его отличительная черта), самая высокая из которых достигает 87,5 м.
Виадук был спроектирован Янезом Кожелем и Марьяном Пипенбахером, который также был его строителем. Строительные работы начались в 2001 году, и виадук был открыт для движения 23 сентября 2004 года. Когда в мае 2004 года он был почти завершен, он служил этапом гонки Giro d'Italia.